# آی‌تریپل‌ئی ۸۰۲٫۱۱ (طرح قدیمی)
| نسل‌ها    | ظاهر | استاندارد IEEE | پذیرفته شده در | نرخ انتقال بیشینه پیوند (Mbit/s) | تناوب رادیویی (GHz) |
| -------- | ---- | -------------- | -------------- | -------------------------------- | ------------------- |
| —        | —    | 802.11         | ۱۹۹۷           | ۱-۲                              | ۲٫۴                 |
| —        | —    | 802.11b        | ۱۹۹۹           | ۱–۱۱                             | ۲٫۴                 |
| —        | —    | 802.11a        | ۱۹۹۹           | ۶–۵۴                             | ۵                   |
| —        | —    | 802.11g        | ۲۰۰۳           | ۶–۵۴                             | ۲٫۴                 |
| Wi-Fi 4  |      | 802.11n        | ۲۰۰۹           | ۶٫۵–۶۰۰                          | ۲٫۴، ۵              |
| Wi-Fi 5  |      | 802.11ac       | ۲۰۱۳           | ۶٫۵–۶۹۳۳                         | ۵                   |
| Wi-Fi 6  |      | 802.11ax       | ۲۰۲۱           | ۰٫۴–۹۶۰۸                         | ۲٫۴، ۵              |
| Wi-Fi 6E | ۶    | 802.11ax       | ۲۰۲۱           | ۰٫۴–۹۶۰۸                         |                     |
| Wi-Fi 7  |      | 802.11be       | ۲۰۲۴           | ۰٫۴–۲۳,۰۵۹                       | ۲٫۴، ۵، ۶           |
| Wi-Fi 8  | —    | 802.11bn       |                | ۱۰۰,۰۰۰                          | ۲٫۴، ۵، ۶           |

آی‌تریپل‌ئی ۸۰۲٫۱۱ (طرح قدیمی) یا به طور دقیق‌تر  آی‌تریپل‌ئی ۸۰۲٫۱۱-۱۹۹۷ یا  آی‌تریپل‌ئی ۸۰۲٫۱۱-۱۹۹۹ به نسخه اولیه استاندارد آی‌تریپل‌ئی ۸۰۲٫۱۱ شبکه بی‌سیم اشاره دارد که در سال ۱۹۹۷ منتشر و در سال ۱۹۹۹ شفاف‌سازی شد. امروزه بیشتر پروتکل‌هایی که در این نسخه اولیه توصیف شده‌اند به‌ندرت استفاده می‌شوند. 

## توضیحات
این استاندارد، دو نرخ داده خام ۱ و ۲ مگابیت بر ثانیه را مشخص کرده بود که می‌بایست از طریق سیگنال‌های فروسرخ (اختصاری IR) یا به‌وسیله پرش فرکانس یا طیف گسترده با توالی مستقیم (اختصاری DSSS) در باند صنعتی، علمی و پزشکی با فرکانس ۲٫۴ گیگاهرتز ارسال شوند. فروسرخ تا استاندارد IEEE 802.11-2016 در آن باقی ماند، اما هرگز پیاده‌سازی نشد.
علاوه بر این، استاندارد اصلی حسگر حامل با اجتناب از برخورد (اختصاری CSMA/CA) را به‌عنوان روش دسترسی به رسانه تعریف می‌کند. از طریق سازوکارهای CSMA/CA، درصد قابل توجهی از ظرفیت خام کانال فدا می‌شود تا قابلیت اطمینان انتقال داده در شرایط متنوع و نامساعد محیطی بهبود یابد.
آی‌تریپل‌ئی ۸۰۲٫۱۱-۱۹۹۹ واحد زمانی دودویی TU را نیز معرفی کرد که برابر با ۱۰۲۴ میکروثانیه تعریف می‌شود.
حداقل هفت محصول تجاری مختلف که تا حدی با یکدیگر سازگار بودند، بر پایه این مشخصه اولیه پدید آمدند. از جمله محصولاتی از شرکت‌های آلواریون (PRO.11 و BreezeAccess-II)، BreezeCom، دیجیتال / کابلتران (RoamAbout)، لوسنت، Netwave Technologies (با محصولات AirSurfer Plus و AirSurfer Pro)، Symbol Technologies (با محصول Spectrum24) و Proxim Wireless (OpenAir (اُپن‌ایر) و رِینج‌لَن۲). یکی از ضعف‌های این مشخصه اولیه این بود که گزینه‌های اختیاری بسیاری را عرضه می‌کرد و همین باعث می‌شد پیاده‌سازی هم‌کنش‌پذیری بین محصولات شرکت‌های مختلف گاهاً دشوار باشد. در واقع، این استاندارد بیشتر شبیه یک «مشخصه بتا» بود تا یک مشخصه کاملاً سخت‌گیرانه. زیرا در ابتدای کار به فروشندگان محصولات اجازه می‌داد محصولاتشان را به شکل متمایز ارائه دهند، اما همپوشانی اندکی بین محصولات شرکت‌های مختلف وجود داشت.
نسخه DSSS از ۸۰۲٫۱۱ اولیه به سرعت با تصویب متمم ۸۰۲٫۱۱بی در سال ۱۹۹۹ تکمیل شد (و رواج یافت) و نرخ بیت را به ۱۱ مگابیت بر ثانیه افزایش داد. پذیرش گسترده شبکه‌های ۸۰۲٫۱۱ تنها پس از انتشار ۸۰۲٫۱۱بی رخ داد و در پی آن، محصولات هم‌کنش‌پذیر گوناگونی از سوی چندین تولیدکننده بزرگ عرضه شدند. در نتیجه، شبکه‌های نسبتاً کمی بر پایه استاندارد ۸۰۲٫۱۱-۱۹۹۷ پیاده‌سازی گردیدند.

## مقایسه
الگو:استانداردهای شبکه ۸۰۲٫۱۱

## مراجع
1. ↑  Reshef, Ehud; Cordeiro, Carlos (2023). "Future Directions for Wi-Fi 8 and Beyond". IEEE Communications Magazine. IEEE. 60 (10). doi:10.1109/MCOM.003.2200037. Retrieved 2024-05-21.
2. ↑  Giordano, Lorenzo; Geraci, Giovanni; Carrascosa, Marc; Bellalta, Boris (November 21, 2023). "What Will Wi-Fi 8 Be? A Primer on IEEE 802.11bn Ultra High Reliability". arXiv:2303.10442.
3. ↑  Maufer, Thomas (2004). A Field Guide to Wireless LANs: For Administrators and Power Users. The Radia Perlman Series in Computer Networking and Security Series. Prentice Hall Professional. p. 144. ISBN 9780131014060. 0131014064. Retrieved 2015-10-27.

## مطالعه بیشتر
- IEEE 802.11 Working Group (1997-11-18). IEEE Standard for Wireless LAN Medium Access Control (MAC) and Physical Layer (PHY) specifications. doi:10.1109/IEEESTD.1997.85951. ISBN 1-55937-935-9.
- IEEE 802.11 Working Group (1999-07-15). IEEE Standard for Information Technology- Telecommunications and Information Exchange Between Systems- Local and Metropolitan Area Networks- Specific Requirements- Part 11: Wireless LAN Medium Access Control (MAC) and Physical Layer (PHY) Specifications. doi:10.1109/IEEESTD.2003.95617. ISBN 0-7381-1857-5.